# Lasiodora citharacantha
Lasiodora citharacantha là một loài nhện trong họ Theraphosidae.
Loài này thuộc chi Lasiodora. Lasiodora citharacantha được Cândido Firmino de Mello-Leitão miêu tả năm 1921.